# Dendrolycosa putiana
Espèce
Synonymes
- Pisaura putiana Barrion & Litsinger, 1995

Dendrolycosa putiana est une espèce d'araignées aranéomorphes de la famille des Pisauridae.

## Distribution
Cette espèce est endémique de Luçon aux Philippines,.

## Description
Le mâle holotype mesure 8,60 mm.

## Publication originale
- Barrion & Litsinger, 1995 : Riceland Spiders of South and Southeast Asia. CAB International, Wallingford, p. 1-700.